# Diocese de Cachoeiro de Itapemirim
A Diocese de Cachoeiro de Itapemirim (Dioecesis Cachoëirensis de Itapemirim), é uma circunscrição eclesiástica da Igreja Católica no Brasil.
Pertence ao Conselho Episcopal Regional Leste II da Conferência Nacional dos Bispos do Brasil. A sé episcopal está na, catedral de São Pedro Apóstolo, na cidade de Cachoeiro de Itapemirim, no estado do Espírito Santo.

## História
A Diocese de Cachoeiro de Itapemirim foi erigida canonicamente pelo Papa Pio XII, por meio da Bula "Cum Territorium",  de 16 de fevereiro de 1958, a partir de território desmembrado da então Diocese do Espírito Santo, hoje Arquidiocese de Vitória.
Situada ao sul do Espírito Santo, pertence à Província Eclesiástica de Vitória do Espírito Santo e ao Regional Leste II da Conferência Nacional dos Bispos do Brasil (CNBB).
A extensão territorial da diocese continua sendo a mesma de 1958, mas o número de Municípios e Paróquias aumentou. Hoje, sua área geográfica abrange 27 municípios do Sul do Estado do Espírito Santo, que juntos totalizam 43 paróquias, 1 040 comunidades e cerca de 450 mil fieis, além de importantes instrumentos de Evangelização e compromisso com as Pastorais, Círculos Bíblicos, Movimentos e Ministérios, Escolas de Teologia e Diaconato Permanente e dois seminários para formação de Presbíteros (Bom Pastor e São João Maria Vianney).

## Bispos
Bispos encarregados da diocese:
|        | Nome                              | Período   | Notas                                                    |
| Bispos | Bispos                            | Bispos    | Bispos                                                   |
| ------ | --------------------------------- | --------- | -------------------------------------------------------- |
| 5º     | Luiz Fernando Lisboa, C.P.        | 2021 -    | Atual                                                    |
| 4º     | Dario Campos, O.F.M.              | 2011-2018 | Nomeado Arcebispo de Vitória do Espírito Santo           |
| 3º     | Célio de Oliveira Goulart, O.F.M. | 2003-2010 | Nomeado Bispo de São João del Rei                        |
| 2º     | Luiz Mancilha Vilela, S.S.C.C.    | 1985-2002 | Nomeado Arcebispo coadjutor de Vitória do Espírito Santo |
| 1º     | Luiz Gonzaga Peluso               | 1959-1985 | Renunciou por limite de idade.                           |